# Ferlacher Horn
Le Ferlacher Horn ou Gerloutz en allemand ou Grlovec en slovène est un sommet des Alpes, à 1 840 m d'altitude, dans les Karavanke, en Autriche (land de Carinthie).

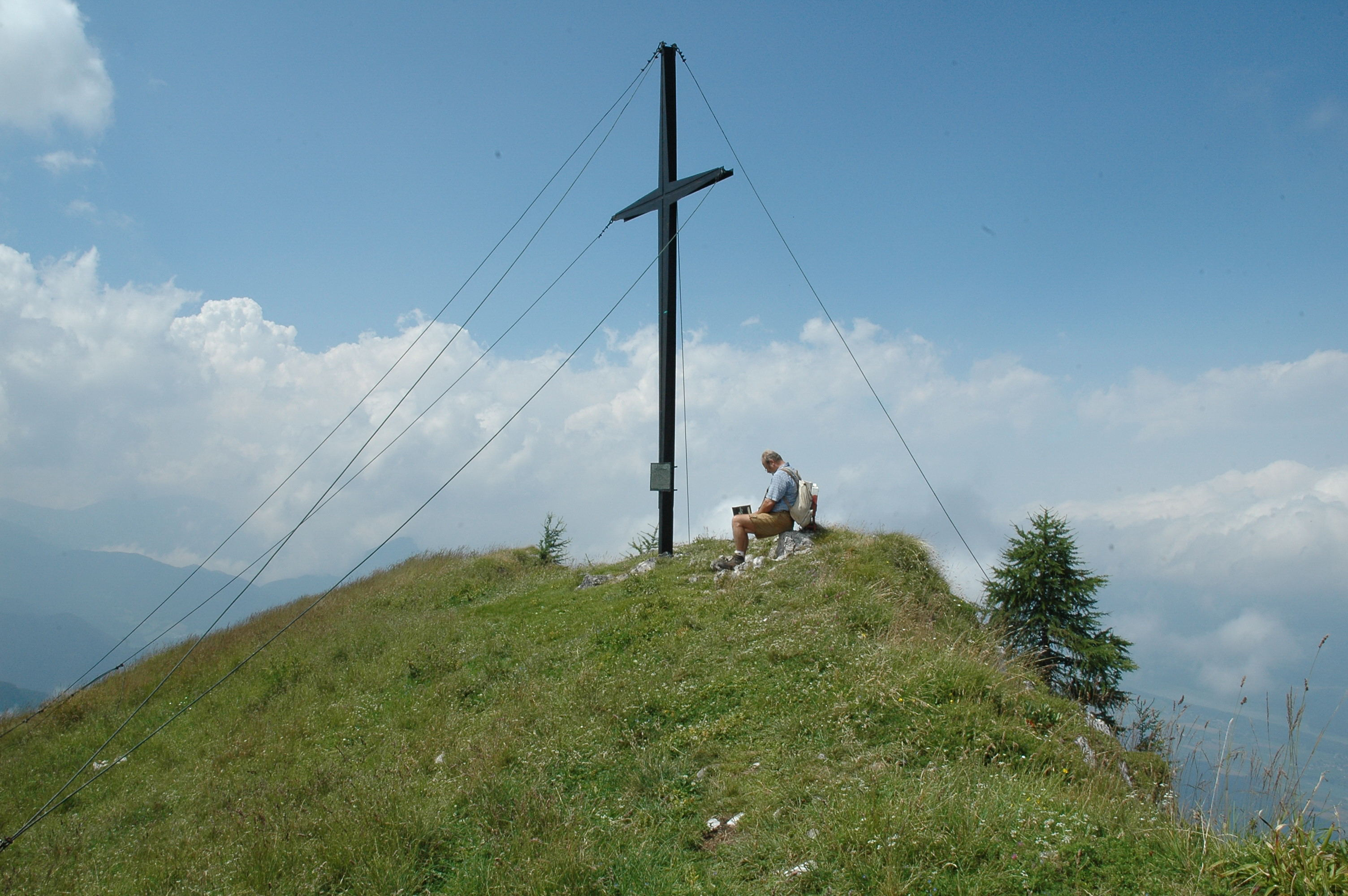
La croix sommitale.